# Aes rude
Aes rude (slovensko surov bron) je bila bronasta palica, ki so jo kot nekakšen pradenar uporabljali v antični Italiji v prehodnem obdobju med blagovno menjavo in uvedbo okroglih kovancev iz žlahtnih kovin.   
Italijansko gospodarstvo proti sredini 1. tisočletja pr. n. št. je temeljilo na bronastih standardih, medtem ko so v Grčiji takrat uporabljali srebrne standarde (egejski in konkurenčni atiški standard). Za trgovanje so se uporabljale neobdelane kepe brona in primitivni ingoti, ki so utrli pot pravim rimskim ingotom  aes signatum, ti pa so bili predhodniki prvih rimskih ulitih kovancev aes grave. 
Najstarejši ohranjeni kosi aes rude so iz zgodnjega 8. stoletja pr. n. št. do poznega 4. stoletja pr. n. št.. Ulivali so se v srednji Italiji v obliki grobe palice. Sčasoma so palice dobile oznake in standardno obliko tanke okrogle ploščice, ki je v rabi še danes.  

## Sklic
1. ↑  Plinij Starejši, Naturalis Historia, XXXIII, XIII, 43.